# Hexostoma thynni
Hexostoma thynni är en plattmaskart. Hexostoma thynni ingår i släktet Hexostoma och familjen Hexostomatidae. Inga underarter finns listade i Catalogue of Life.